# 香港トラム
香港トラム（ホンコントラム、英文：Hong Kong Tramways、中文 香港電車）は、香港の香港島北部、東側の筲箕湾（そうきわん）と西側の堅尼地城（ケネディタウン）を結ぶ路線と、中央部の跑馬地（ほうまち）に向かう路線を持つ路面電車である。

## 概要
1904年に開通以来、香港島北部の主要地区を結ぶ重要な交通機関として、現在も活躍を続けている。車両は、一般営業用路面電車としては、世界でも他にイギリスのブラックプール市とエジプトのアレキサンドリア市にしか残っていない2階建て車両を使用しており、かつ世界唯一事業車両を含め全車両が2階建ての路面電車であり、観光資源としても重要な存在となっている。
2025年7月現在の運賃は一律$3.3香港ドル (大人料金) であり、香港の物価を考えても非常に安価である。車内には、運賃箱とオクトパスカードのリーダが設置されており、降車の際に支払う形を取っている。また乗り換え券制度は無い。

## 歴史
香港島では、1881年に馬車鉄道の敷設が検討されたが、この時は実現には至らなかった。その後、1901年に路面電車の敷設計画が立案され、イギリス人が設立した香港電線車公司(Hongkong Tramway Electric Company Limited)によって、1904年7月30日に筲箕湾と堅尼地城の区間で営業を開始した。

同社は1902年に香港電車局 (Electric Traction Company of Hongkong Limited)に、1922年に現在の名称である香港電車有限公司 に改称されている。
なお、開業時の車両は、普通の1階だけの車体で製造されたが、1912年に2階席が設けられて以降は2階建て車両のみが増備され、従来の車両も2階建てに改造された。
1910年には、それまで荷物輸送のために、無断で軌道の上に手押し車を置いて荷物を輸送する行為を禁止した。
その後、1922年には、跑馬地にあるハッピーバレー競馬場の周囲を回る形の支線が開通し、現在の路線網が完成した。ただし、この時点では全線単線での運行であったが、1924年より複線化工事を開始した。工事自体は、一方通行の跑馬地支線を除き、1949年8月に完成した。
1941年に日本が香港に侵攻し、以後1945年まで3年8ヶ月の間日本の占領地となって、路線の通るデヴォーロードが昭和通りと改称されるなどの変化もあったが、営業は続けられた。しかしながら、空襲による罹災や部品不足の影響で、占領前には109両の車両が在籍していたのが、稼動可能な車両数は10数両にまで減少し、運転区間も銅鑼湾（コーズウェイベイ）と上環（スンワン）との間を走るのみとなってしまった。
戦後、香港政府の仲介によって電気部品や台車などを購入し、故障していた車両の修繕にあてるとともに、新たな車両の増備を図る事となった。1949年に製造された120号車は、それまでの車両とは形状を一新した新型車体を採用し、好評な事から、当時在籍していた車両全てについても、120号車と同じボディに更新された。一方で、一部残っていた1階のみの車両についても、1949年までに車体を2階建てに更新され、姿を消した。
1961年には、のちに香港名物の一つとなる、車体に広告を描いた広告電車が登場した。また増え続ける利用者に対応する為の車両の増備も、1964年に製造された162号車まで続いた。この他、1965年にはトレーラータイプの車両を増備したが、1982年に姿を消した。
1972年には、長らく続いた2等制（2階が1等、1階が2等）から、モノクラス制へと変更された。その後、1976年に運賃箱の使用が開始され、その後も一部残っていた車掌の乗務は、1982年に終了した。
香港政庁は、1970年代後半から、香港島北部に新たな鉄道を敷設する計画を検討し、一方香港トラムでは、東側の終点であった筲箕湾から、柴灣までの軌道延伸を計画していた。路線延伸には、道路の拡張などの工事を伴う事から、結局1980年12月に香港MTR港島線の建設が決定し、トラムの延伸計画は中止となった。さらに香港政庁では、MTR路線と並行する香港トラム路線の廃止も検討されたが、1984年に会社側が行った市民アンケートの結果、大多数の香港市民が路線存続を希望したため、MTR開業後も路線は維持される事になった。1985年の香港鉄路港島線開通後も利用者の減少はほとんど無く、現在でも黒字経営である。また軌道や停留所の整備など、改良工事も頻繁に行われている。
1986年より、老朽化した車体の更新が開始され、1992年までで終了したが、それまでの車両の基礎となった120号車については、記念車として従来の車体に基づいて車体新造された。また2両は貸切用の車両に改造された。
1989年には、開業以来、銅鑼湾の中心地にあった車庫及び工場の「霎東街車廠」が、新たに建設された屈地街車廠に移設された。跡地は再開発され、商業施設のタイムズスクウェア（時代広場）となった。
1990年8月から11月14日にかけて、週末のみ、試験的に終夜運転が実施されたが、それ以降、終夜運転は行われていない。
2000年には、新型車両の導入が開始された。近代的な車体形状を採用したが、冷房無しにもかかわらず、窓の多くが固定式とされた為、車内の換気が充分ではなく、特に夏場は乗客より不評である事から、増備されていない。また1両（171号車）は、初の冷房付き車両として製造されたが、試作車であり、既に廃車されている。また2001年からは、八達通による料金支払いが可能になった。
2009年、トラムの経営権を有する九龍倉集團有限公司（Wharf社）は、香港電車有限公司の株式50%を欧州各国で市電などを経営するフランス資本のVeolia社傘下の威立雅交通中國有限公司（Veolia Transport社）に売却し、さらに2010年には残りの株式も売却する事が決定した。新会社の事業方針は、現在の路線や車両は、香港の重要な観光資源であるとしてそのまま維持し、より収益を得る為に、現路線の海岸側への新線敷設などを検討していると報じられている。
2011年6月7日以降、運賃は従来の2香港ドルから2.3香港ドル（いずれも大人料金）に値上げされた。
2013年5月18日、路面電車の脱線事故が発生、車両が傾き乗客77人が負傷。
2014年12月28日、香港MTR港島線の上環（スンワン） - 堅尼地城（ケネディタウン）間が延伸開業した。その影響で、1日の利用客が、昨年1月から2月の約20万人から約18万人に減少しており、会社では、MTRへの対抗のため、冷房車の導入や渋滞しやすい区間で電車を優先走行可能な様にするなど、サービス強化を図る事を明らかにしている。
2016年1月15日、一般観光客が利用可能な観光用車両が登場し、運行を開始した。
2017年4月6日夜、セントラル付近を走行中の123号車が脱線転覆する事故が発生、運転士を含む7名が負傷した。原因は調査中である。

## 路線データ
- 路線長
  - 本線（堅尼地城-筲箕灣） - 複線13.5km
  - 跑馬地支線 - 単線ループ2.7km
  - 全線(堅尼地城<>石塘咀<>鬱地<>西營盤<>上環<>中環<>金鐘<>灣仔<>跑馬地<>銅鑼灣<>天后<>北角<>鰂魚涌<>西灣河<>筲箕灣)  - 15km
- 停留所数 - 123
- 軌間 - 1,067mm
- 複線区間 - 本線の全線
- 電化区間 - 全線（直流550V）

## 運転

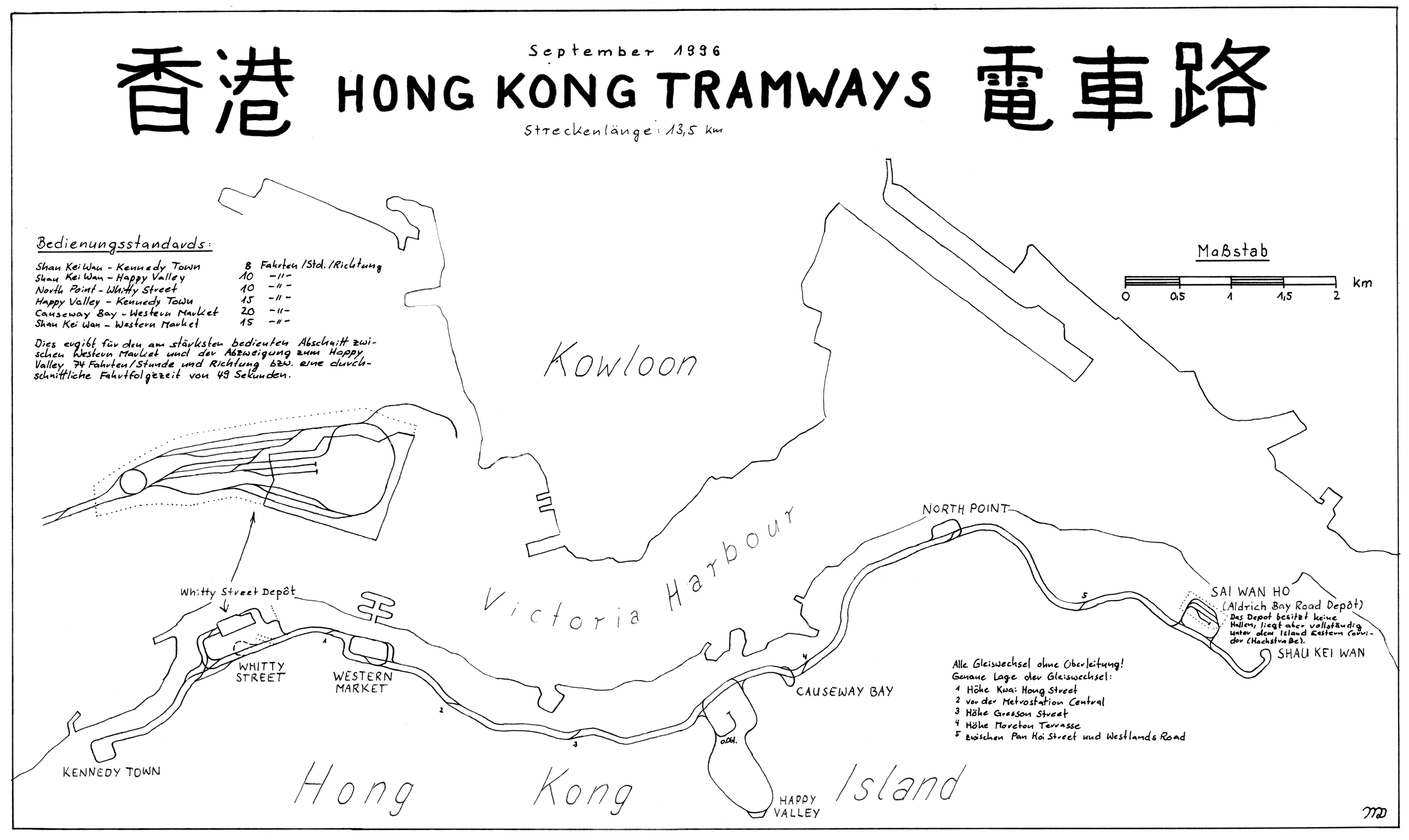
路線図

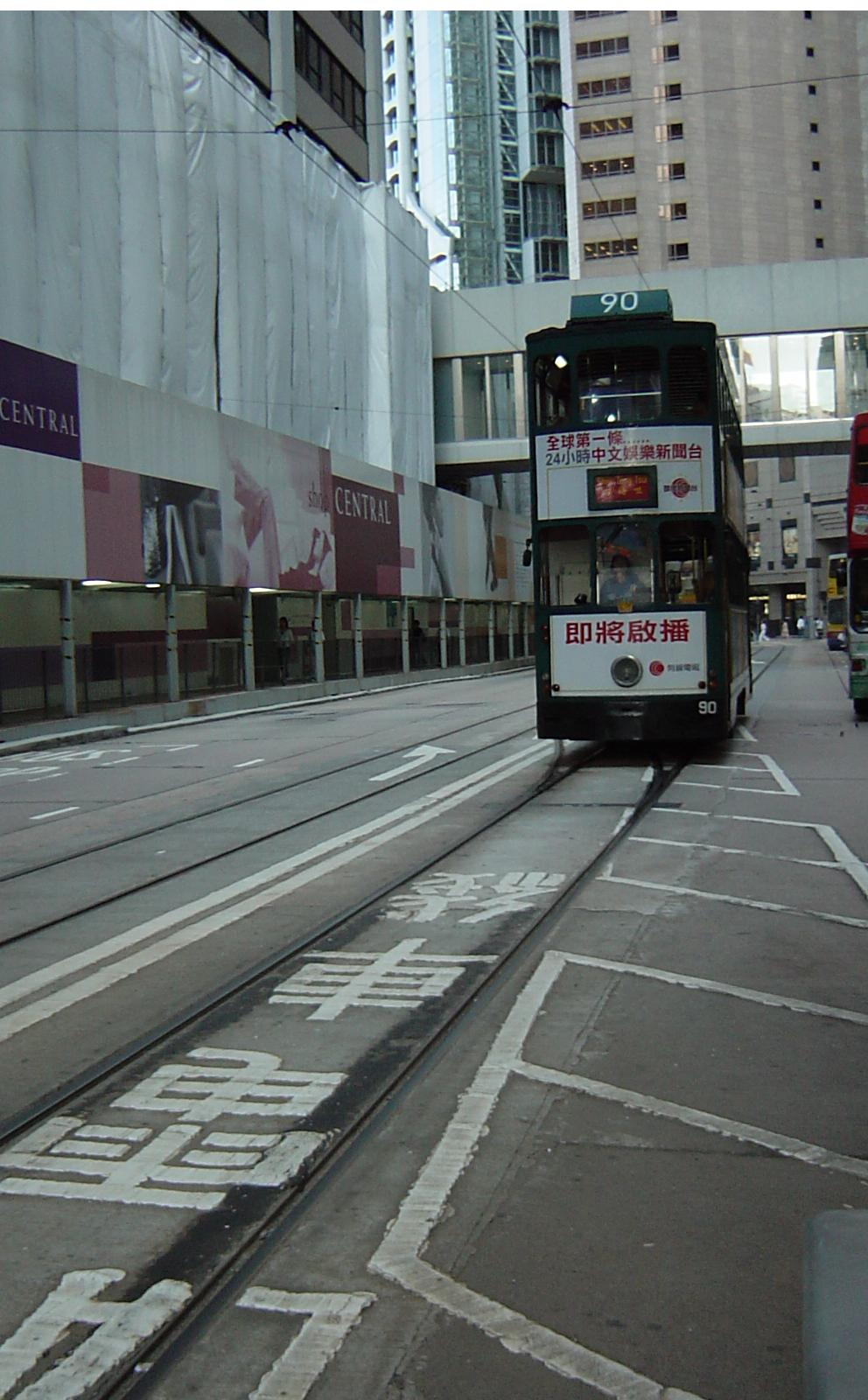
停留所附近：道路に「電車綫」と書かれている

出入庫系統を除いて、以下の6系統が運転されている。このうち堅尼地城と筲箕湾を直通する系統は運転時間帯が限られ、本数も毎時2往復のみの運転となっている。運行時間は、05:00から最終電車が入庫する01:00ごろまでとなっている。
- 筲箕湾 ↔ 堅尼地城
- 筲箕湾 ↔ 上環
- 筲箕湾 ↔ 跑馬地
- 北角 ↔ 石塘咀（屈地街）
- 跑馬地 ↔ 堅尼地城
- 銅鑼湾 ↔ 石塘咀

| 運行時間                         |          |             |             |              |
| 起点                             | 終点     | 平日        | 休日        | 日曜及び祝日 |
| 堅尼地城                         | 跑馬地   | 05:00-00:00 | 05:00-00:00 | 05:00-00:00  |
| 堅尼地城                         | 筲箕湾   | 06:30-19:00 | 06:30-19:00 | 06:30-19:00  |
| 石塘咀                           | 銅鑼湾   | 05:15-22:50 | 05:50-00:00 | 05:30-23:45  |
| 石塘咀                           | 北角     | 05:10-22:50 | 05:10-22:50 | 05:10-22:50  |
| 上環                             | 筲箕湾   | 06:00-00:00 | 06:00-00:00 | 06:00-00:00  |
| 跑馬地                           | 筲箕湾   | 06:35-00:00 | 06:35-00:00 | 06:35-00:00  |
| 筲箕湾                           | 上環     | 05:45-00:00 | 05:45-23:50 | 05:45-23:50  |
| 筲箕湾                           | 跑馬地   | 05:50-23:15 | 05:50-23:15 | 05:50-23:15  |
| 銅鑼湾                           | 石塘咀   | 05:50-23:30 | 06:30-00:35 | 06:00-00:20  |
| 北角                             | 石塘咀   | 06:00-23:40 | 06:00-23:40 | 06:00-23:40  |
| 跑馬地                           | 堅尼地城 | 05:45-00:40 | 05:45-00:40 | 05:45-00:40  |
| 筲箕湾                           | 堅尼地城 | 07:40-20:30 | 07:40-20:30 | 07:40-20:30  |
| : ラッシュ時の最短運転間隔：90秒 |          |             |             |              |

| 標準所要時間 (単位：分) |      |        |        |      |        |
|                         | 上環 | 銅鑼湾 | 跑馬地 | 北角 | 筲箕湾 |
| 堅尼地城                | 23   | 55     | 60     | 70   | 80     |
| 上環                    | -    | 35     | 40     | 50   | 58     |
| 銅鑼湾                  | 40   | -      | 5      | 35   | 42     |
| 跑馬地                  | 35   | 5      | -      | 15   | 25     |
| 北角                    | 50   | 15     | 35     | -    | 15     |

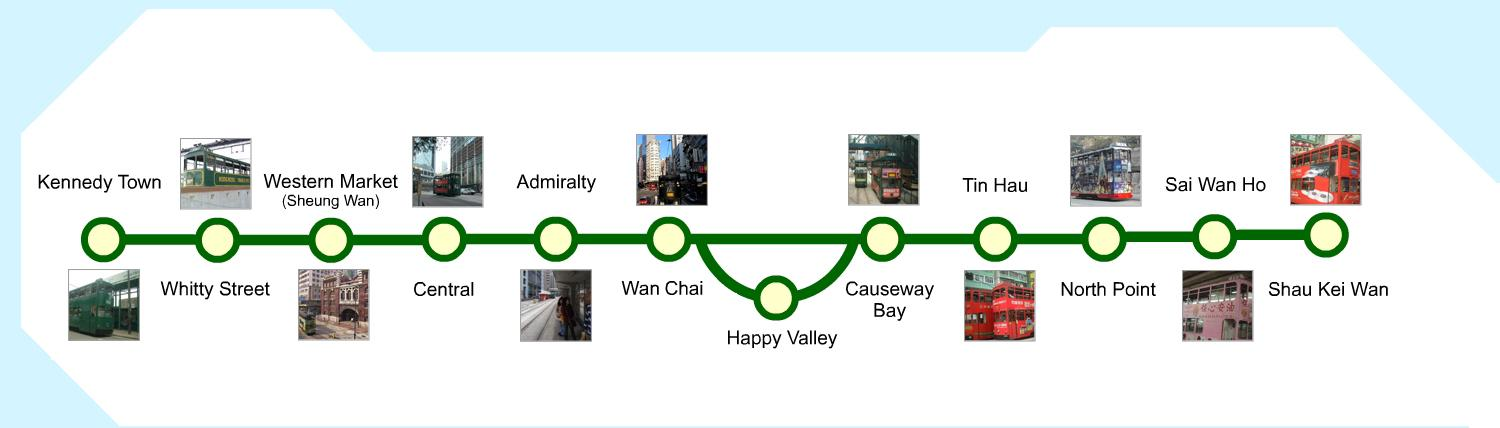
現在の路線図（左が西、右が東）

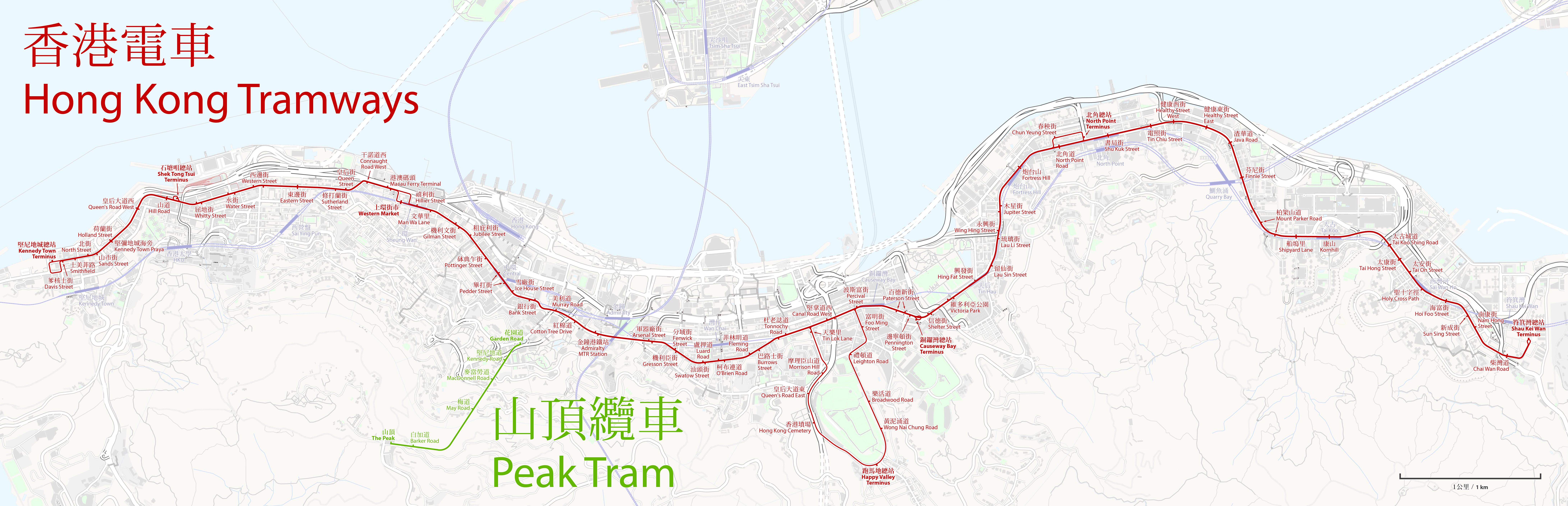

全線に120もの停留所があり、一部を除いて、ほぼ250m間隔で設置されている。2011年には、それぞれの停留所に番号が付与され、停留所名とともに掲示されている。
各系統の起終点となる停留所（筲箕湾など）にはループ線が存在し、トロリーポールの付け替えをせずに折り返す事が可能になっている。また、事故などによって先に進む事が出来なくなる場合に備えて、所々にスプリングポイントが設置されている。軌道は、道路中央に敷設されており、中環（セントラル）から湾仔（ワンチャイ）にかけては、専用軌道化されている。一方で、道路幅の問題で、安全地帯が道路上に設置出来ない箇所も残っている。
道路上の往来の激しい香港だけに、接触事故も時々発生しているが、速度が遅い事もあって、重大な事故が発生するのは稀である。2007年、2013年および2017年には、脱線逸走事故が発生したが、大小含め、平均して年間10件程度の事故しか発生していない。

## 車両

### 車体の特色
全車、2階建て構造で定員115名の、車体前後に運転台を持つ両運転台車である。ただし、終点がループ線となっているので、通常は一方向にしか走行しない。その為、常時使用される運転台は片側のみとなっており、車体構造も一方向のみの走行に適した形になっている。ただし、事故等で途中折り返し運転となる場合は、もう片側の運転台を使用する為、運転台機器は、同じ機器が装備されており、通常はカバーで覆われている。
乗降口についても、走行方向が考慮された設計となっており、通常の運転で乗車口となる後部デッキは、入口などが広くなっているが、降車口になる前部デッキは、入口を含めて狭くなっているので、逆行運転を行う場合は、狭いデッキから乗車する事になる。なお、第5世代車両では、後部運転台に抵抗器が設置されており、最近まで120号車で見掛ける事が出来た。
車内は、1階部分が横方向のロングシート、2階部分が通常先頭になる方向に固定されたFRP製のクロスシートが設置されている。2階席については、座席の方向転換は不可能な為、折り返し運転の場合は、2階の乗客は後ろ向きで座る事になる。なお2000年に登場した第7世代車両は、1階座席が前後向かい合わせのクロスシートが採用され、2009年以降に車体更新された車両についても継承されている。
屋根上には、集電装置としてトロリーポールと、主抵抗器が搭載されている。トロリーポールの先端はスライダーシューとなっている。また通常は方向転換しない為、トロリーポールの付け替えも行われない。また主抵抗器にはカバーが取り付けられており、前面には車番が記載されている。また最近では、屋根上にも車番が書き込まれる様になった。
車体塗色は深緑色が標準色となっているが、大半の車両は広告塗装されており、香港トラム名物となっている。以前は塗装によって描かれていたが、現在は印刷されたシールを貼る方式が主流となった。この他、広告枠を取り付けている車両も存在している。

### 車両の変遷
営業開始当初に製造された車両は、全て1階のみの車両であり、一等と三等の2等級制であった。一等車は10両で、側面の無い開放式の部分と客室部分を持っていた。一方三等車は16両で、側面が全く無い、開放式の車体にベンチシートを縦方向に設置していたが、すぐに側面に板を張り、窓を設置する工事が行われた。
1912年、2階建て車両が登場した。この時は、既存の車両の屋根部分を改修して、ベンチシートと手すりを設けたもので、屋根は付けられていなかった。この為、雨天時には帆布を張って対処した。
1923年より、2階部分に木製の屋根が設置され、ついで1926年には側面部に板が張られ、2階部分も密閉式客室に改められた。また2階部分を一等、1階部分を三等とした。
1949年に登場した第5世代車では、従来の木製車体から鋼製車体に変更され、乗降口に扉が設けられた。この車体は、1950年から1964年までの長期間にわたって製造され、合計162両体制となった。
1965年12月からは、1階のみの車体で、動力を持たない一等客車10両を購入し、電車に牽引されて使用を開始した。客車は1967年にも12両追加され、合計22両が使用されていたが、車内騒音などの問題で1978年11月限りで使用中止し、翌1979年に22号車のみ手持ちの電装機器を使用し、車体を更新して163号車とした他は、1982年に全車廃車された。
1972年には、一等・三等の区別を廃止してモノクラスとなり、一等に乗務していた車掌は姿を消した。その後一部車両については、車体修繕を行って、前側階段の取り付け位置を変更している。

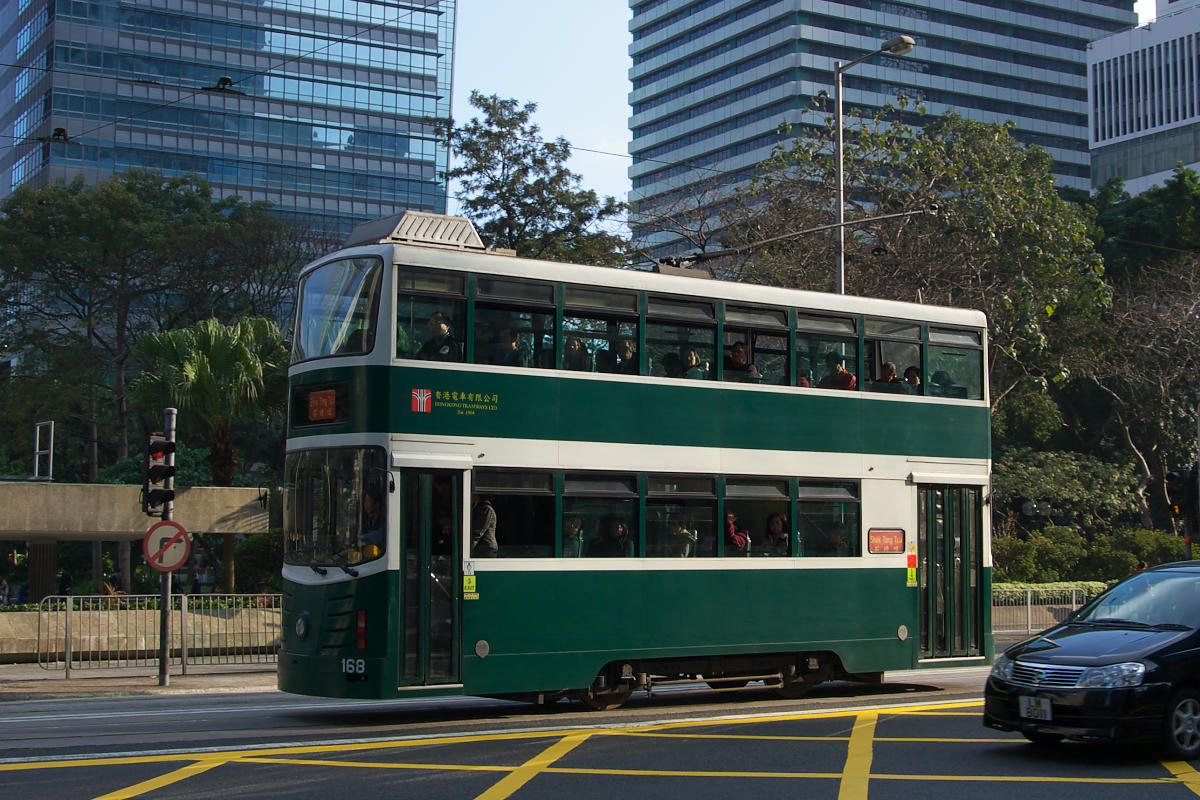
2000年に登場した第7世代の車体。No. 168。

1986年には、老朽化した車体を更新する為に、第6世代車体への更新が開始された。車体はアルミニウム製の外板を張り、車内も座席のFRP化や蛍光灯の採用などがなされた。その後も、運転台機器の更新などが行われながら、現在も使用されている。
2000年には、今後のトラムの標準形となるべく、第7世代車体の車両が新造された。白を基調とした車内は近代的となったが、前面窓を中心に窓が固定化された為、車内の換気が充分ではないなどの問題があり、新たな増備は無かった。
2002年に製造された171号車は、香港トラムでは初めて、冷房車として製造された車両である。しかしながら、あくまで試作車としての製造であり、本線で使用される事の無い存在であった。全車両に冷房を搭載するには、給電設備の増強か空調機器の省電力化が必要であり、結局他の車両が冷房化されることはなく、同車も営業運転に使用される事無く、2011年に廃車された。

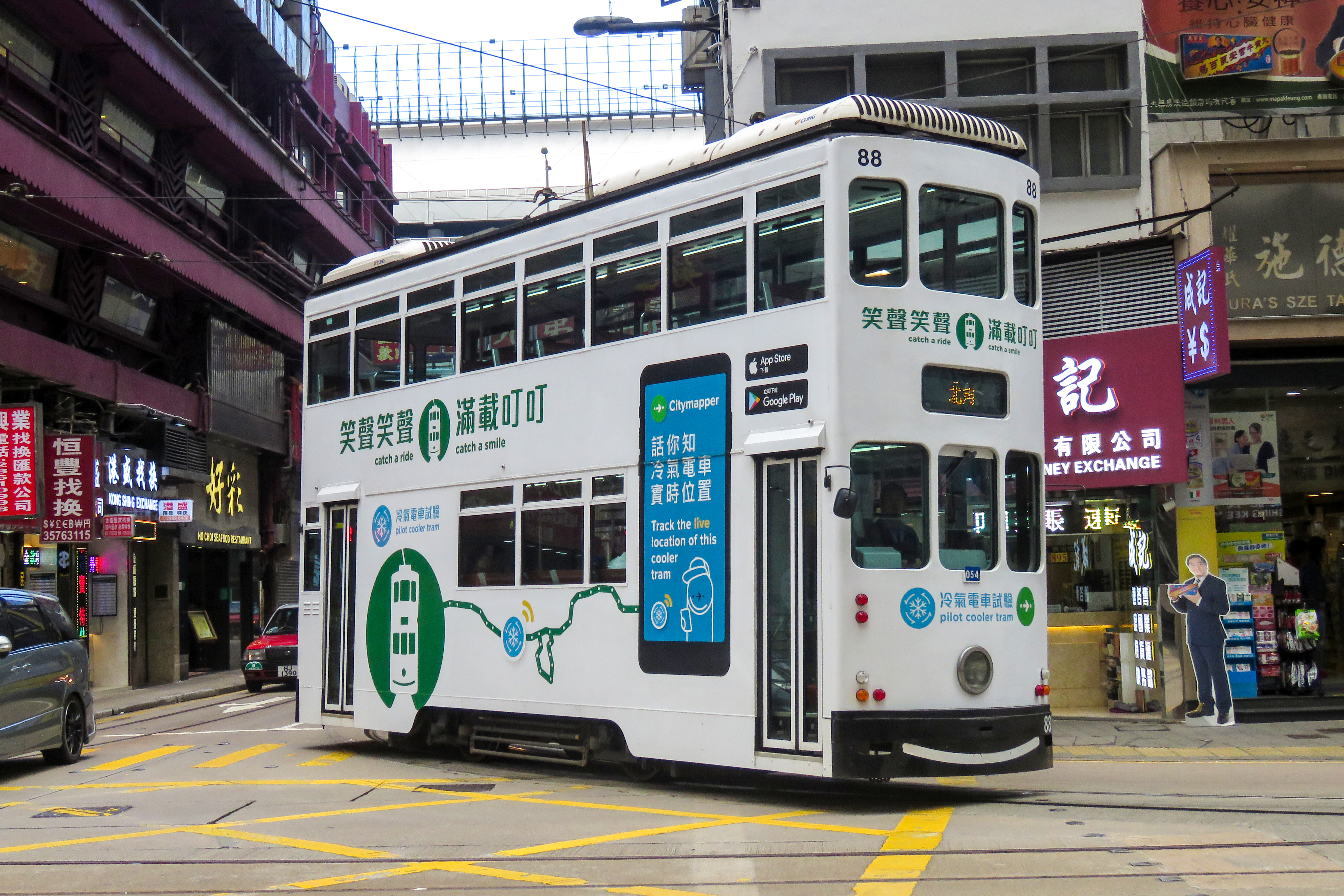
88号冷房車両

2009年、香港トラムとしては初めてのVVVFインバータ制御・三相交流誘導電動機駆動を採用した新車として172号車が製造された。車体は、車内の換気能力に勝る第4世代車体と同じ形態のものを採用し、方向幕はLEDを採用したが、車内や座席、乗降扉などの意趣はほぼ第5世代車から引き継がれた。車内には次の停留所名を表示する為の表示器が設置され、車内放送も行われる様になった。同車は暫く試験運転に供され、2011年には新たに171・173～174号車の4両が製造され、同年11月28日より使用開始された。2012年現在、171号車（2代目）～175号車までの5両が登場している。
2011年からは、在来車の更新修繕工事が開始された。最初に更新されたのは第7世代車の168号車で、車体は172号車とほぼ同様だが、それまで木骨構造だった車体は鉄骨構造に変更されている。同車は2011年2月17日より営業開始された。2両目の更新車からは駆動系も前述の171（2代目）～175号車に続き交流インバータ制御のものに変更されている。
今後は1ヶ月に1両の割合で車両を更新し、歴史的価値から従来の車型のまま残される予定の7両を除き、全車更新の予定である。
2014年夏、再び冷房車が登場した。車番は88号車で、同年夏より試運転が開始された。実際に営業運用に投入する目的での設置であり、薄型の冷房装置が屋根上に2基設置され、2階席の一部に冷房用機器が設置されている。
88号車は、2016年まで試運転を続け、2016年6月6日より営業運用が開始された。今のところ、冷房車の増備は行われていない為、貴重な存在である。またこのほか、窓が固定された冷房車の車体が存在している。
会社では、2014年末に延伸開業した香港MTR港島線に対し、サービス向上の一環として他の車両にも冷房装置の取り付けを検討しているが、現在の電気設備では、冷房車の運行は10両程度が限界とされており、今後設備改造も行われる予定である。
| 製造所 | 車体形状                                                           | 両数 | 製造年                | 廃車年                           | 備考 |
| --- | ------------------------------------------------------------------ | --- | --------------------- | -------------------------------- | --- |
| ディック・カー・アンド・カンパニーDick, Kerr & Company(#1-16, #27-36) and エレクトリックレイルウェイ・アンド・トラムウェイ・ワークス(Electric Railway & Tramway Works Limited)(#17-26)：第1世代車両 | 木造車体：1階建て                                                  | 36両 | 1904年-1905年         | 1935年                           | |
| イングリッシュ・エレクトリック（English Electric & Co）United Electric Car Company 第2世代車両 | 木造車体：2階建て                                                  | 28両（新車10両、18両は1階建て車両から更新。） | 1912年-1913年         | 1924年                           | 2階席は、屋根無しオープンデッキ形式 |
| イングリッシュ・エレクトリック（English Electric & Co）：第3世代車両の増備 | 木造車体：2階建て                                                  | 48両（新車34両、4両は1階建て車両から更新、第2世代車両は木製の屋根が設置のうえ更新。） | 1923年-1924年         | 1930年                           | 新車の一次車の16両は屋根は帆布張り、他に木製の屋根が設置され形式。 |
| 香港電車公司工場：第4世代車両 | 木骨・鋼板張り：2階建て                                            | 119両（#1–119） | 1925年-1949年         |                                  | 従来車の2階部分を密室化し、本格的な2階建て車両に改造した車両。39両は新たに製造したもの。 |
| 香港電車公司工場：第5世代車両 | 木骨・鋼板張り：2階建て                                            | 163両（#1–163） | 1949年-1987年         |                                  | 戦後世代車両。#1から#120までは従来車の更新で、#121から#162までは、1950年から1962年にかけて新造した車両。また#163は、1979年にトレーラー車より改造して増備した車両。1986年, 1987年-1992年に車体新造のうえ更新。#120のみ、車体更新の上現在も使用中。   |
| 香港電車公司工場：第6世代車両 | 木骨・アルミニウム張り：2階建て                                    | 90両（#2–#10, #15-#17, #20, #22, #24-#27, #29–#31, #33, #34, #37, #38, #43, #45-#48 #50, #51, #53, #55, #59, #61, #62, #67, #72, #73, #75, #76, #78, #80-#87, #89-#93, #96, #97, #103-#105, #107, #110-#114, #121, #123–#125, #127, #130, #131, #135, #138, #139, #142, #145, #147, #150-#152, #156, #159-#161, #163, #166）#44, #144は、一旦廃車された後、#165, #166として再就役した。 | 1986年-1992年         |                                  | 従来車を車体更新したもの。第5世代車体を残した#120および、貸切用に改造された#28・#128、博覧会用に海外輸出された#12など数両が更新対象外となり、それ以外の車両が1986年, 1987年-1992年に車体新造のうえ更新された。2009年以降、第7世代車両に再更新中。） |
| 香港電車公司工場：第7世代（新世紀）車両 | 鉄骨・アルミニウム張り：2階建て                                    | 2両- #169-#170 | 2000年                |                                  | #171：冷房試作車（非営業）。#168は第7世代車両に更新済み。#171は廃車。 |
| 香港電車公司工場：トレーラー車 | 鉄骨（#1は木骨）・アルミニウム張り：1階建て                        | 22両 | 1964年、1965年-1967年 | 1982年。ただし#1のみ、#163に改造 | 動力無し |
| 香港電車公司工場：グラインダー車 | 木骨・アルミニウム張り：2階建て                                    | 1両 - # 200 | 1998年                |                                  | 線路補修用車。なお初代200号車が存在し、1956年～1984年まで使用されていた。 |
| 香港電車公司工場：入換・牽引車 | 木骨・アルミニウム張り：2階建て（2階の中央部を除きオープンデッキ） | 1両 - # 300 | 2007年                |                                  | 元は無番の構内入換車で、2007年に300号車となった。ディーゼル発電機を搭載し、停電時でも自走可能。 |
| 香港電車公司工場：軌道検測車 | 鉄骨・アルミニウム張り：2階建て                                    | 1両 - # 400 | 2013年                |                                  | 軌道検測・補修用車両として製造された。第4世代車と同じ車体で、1階に計測機器が設置されている。 |
| 香港電車公司工場：貸切専用車 | 木骨・アルミニウム張り：2階建て（2階の一部はオープンデッキ）       | 2両 - # 28・128 | 1985年、1987年        |                                  | 貸切用に使用。128号車は2008年に冷房化された。 |
| 香港電車公司工場：初のVVVF駆動車両（#168は吊り掛け式） | 鉄骨（#172は木骨）・アルミニウム張り：2階建て                      | 71両（#1, #11-14, #19, #21, #23, #32, #35, #36, #39-#42, #49, #52, #54, #56-#58, #60, #64-#66, #69, #70, #74, #77, #79, #94, #95, #98-102, #106, #108, #109, #115-#119, #122, #126, #129, #132, #133, #136, #137, #140, #141, #143, #146, #148, #149, #153-155, #157, #158, #162, #165, #168, #171–175）                                                                                | 2009年-2015年         |                                  | 車体の外観は第6世代車両と同型だが、1階座席は第7世代車両と同様の配置となり、また車内にLEDによる路線案内表示器が取り付けられた。 |
| 香港電車公司工場：冷房車両・VVVF駆動車両 | 鉄骨・アルミニウム張り：2階建て                                    | 1両 - # 88 | 2014年                |                                  | 車体外観は2009年以降の更新車両と同形だが、冷房装置が設置されている。 |
| 香港電車公司工場：観光用車 | 木骨・アルミニウム張り：2階建て（2階の一部はオープンデッキ）       | 1両 - # 68 | 2016年                |                                  | 第3世代車両を模した車体に改装したもの。貸切専用車ではなく、1人からでも乗車可能。 |
| 香港電車公司工場：観光用車 | 木骨・アルミニウム張り：2階建て（2階の一部はオープンデッキ）       | 1両 - # 18 | 2018年                |                                  | 第6世代車両の#18を改装したもの。車体構造の一部をガラスに変更し、空調・冷蔵庫・音響設備およびトイレを設置した。貸切専用車。定員36名。 |

### 120号車

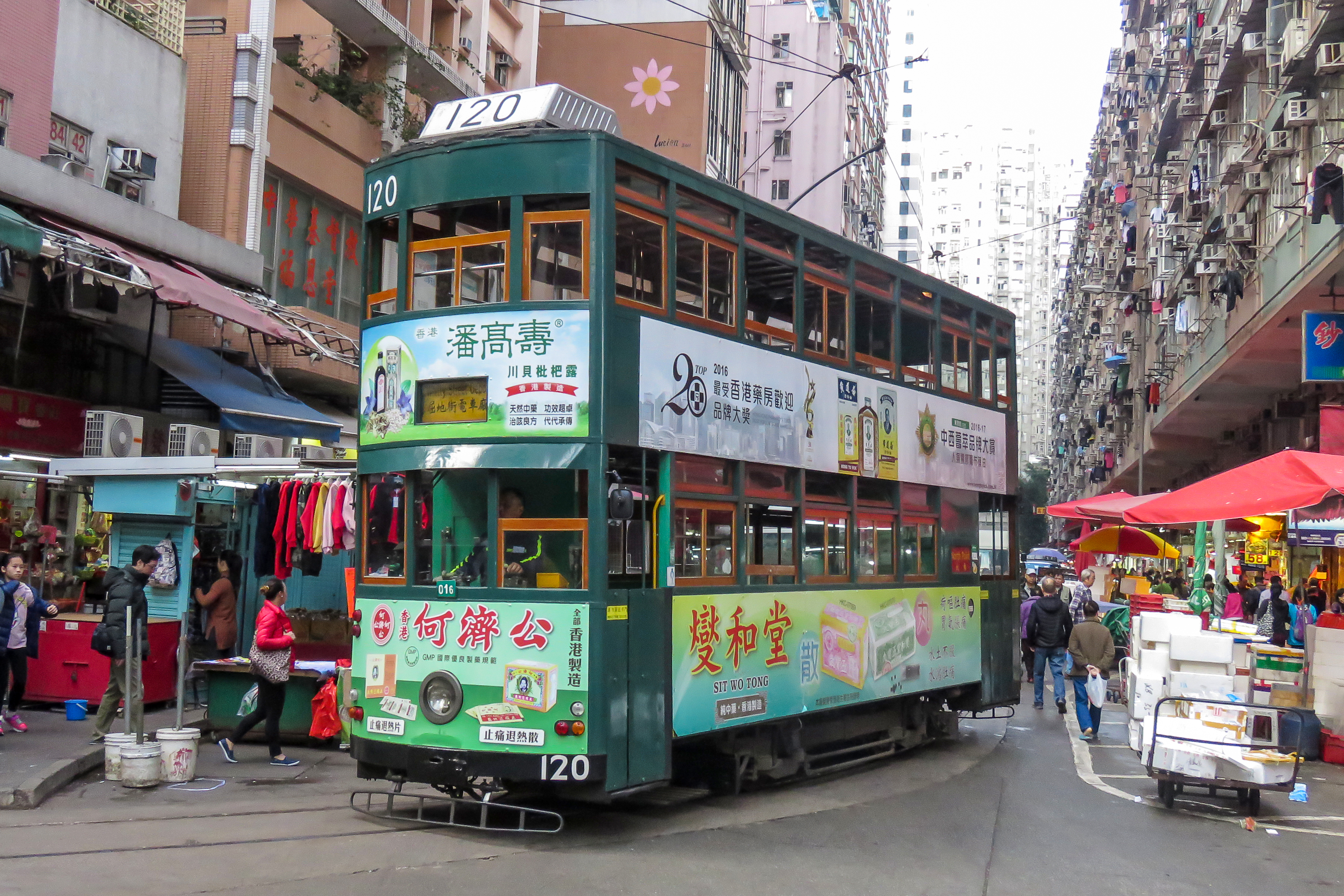
120号車

120号車は、第4世代の車型を保つ唯一の電車であり、古き良き時代の香港トラムの面影を残す車両として、観光客だけでは無く、地元住民からも人気のある車両である。
120号車は、戦後の第5世代車体で製造された最初の車両であり、1986年から1992年にかけて第6世代車体への更新が行われた時、歴史的価値を認めた会社によって従来の車体のまま残される事となったが、老朽化が著しかった為、車体は一旦解体され、既に廃車になっていた86号車の車体部材を流用して車体を新造している。車内は、木製ニス塗りの窓枠や座席、白熱灯の照明を採用し、車体外部の広告についても、比較的古めのイメージの広告を採用している。
なお2階席への階段は、等級制廃止後の車体整備の際に1箇所から2箇所に変更され、位置や窓配置も変更されている。2001年には、後部運転台に設置されていた抵抗器を他車同様に屋根上に移設し、運転台機器も他車と同じものに統一するなど、車体外観が変化する工事も行われているが、大きな変更では無く、原型を留めている。
運用は限定されていない上、1両だけの存在なので、見掛ける機会は少ない。
搜查線：香港唯一復刻電車 復修後掀追蹤熱 http://hk.on.cc/hk/bkn/cnt/news/20170704/bkn-20170704060016032-0704_00822_001.html

### 貸切専用車
28号車と128号車は、1986年から1987年にかけて、一般用車から改装された貸切専用車である。ただし種車との番号は異なり、香港では縁起の良い数字とされている2と8を使用する事となって、番号入れ替えの上で改番されたものである。
車体は、第3世代車体をベースに、初期の2階建て車両に似せて改造されており、28号車は車体の前後に、128号車は、通常前方となる側の2階席をバルコニーとしており、車内の座席はモケット張りとするなど、貸切用として相応しい設備を整えている。なお運転台部の形状は、第三世代車体と同様である。128号車は、2008年に冷房取り付けされた。
2018年には、48号車を種車として、新たに18号車を貸切専用車として製造した。車体構造の一部をガラス張りに変更の上、車内でパーティが開ける様に、車内照明や音響設備を設置したほか、飲み物用の冷蔵庫に加え、トイレも設置した。「Circus Tram」と呼ばれている。
貸切専用車ではあるが、観光地でもある香港だけに、観光客に貸し切られて比較的頻繁に走行しており、街中で見掛ける事が多い。

### 観光用車
68号車は、2016年に一般用車から改装された観光用車両である。
車体は、貸切専用車の28号車・128号車と同じく、第3世代車体をベースに、初期の2階建て車両に似せて改造されているが、こちらは貸切用ではなく、個人旅行客が利用可能な観光用車両として整備されており、車内には、日本語を含む8ヶ国語対応の音声レシーバーを備え、案内放送を聞きながら乗車する事が可能である。
通常は上環〜銅鑼湾間を1日3往復しており、料金は片道大人95香港ドル・子供65香港ドル（4歳以下無料）。
香港トラムのホームページより乗車予約が可能だが、車内に余裕があれば、予約が無くても乗車可能である。ただし途中の停留所での乗降は不可。

### トレーラー
1964年ごろから、道路事情の悪化によって電車の走行距離や乗客の減少が発生したが、その対策として、1度に輸送可能な乗客を増加させる為に、1965年に自社工場にて製造した車両である。
動力の無いトレーラーとして計画された為、車体は1階のみで、重量も軽くする為に、小型バスと同等のサイズで製造された。電気関係については、牽引車から電線によって送られており、この為、通常は固定編成化されていた。また1972年の等級制廃止までは、一等車として使用された。
1965年には11両が登場したが、1967年1月には10両が追加製造され、9月にはさらに1両（#22）が製造された結果、合計22両となった。#22のみ、それまでの車両とは違い、やや大型で作成されていた。
トレーラー車は、走行音が非常に大きく不評を買ったが、1978年11月まで使用され、その後1982年に廃車となった。なお1号車のみ、部品等を流用して163号車に生まれ変わった。

### 国外への輸出車
イギリスのリバプールにあるBirkenhead Tramway & Wirral Transport Museumからの要請により、1992年に2両の車両（車番は69号車と70号車）が製造され、イギリスへ輸出された。車体は120号車とほぼ同じであるが、台車は香港とリバプールとで軌間が異なるため、一部変更がある。
現在もリバプールにおいて、イギリス各地の路面電車で使用されていた2階建て路面電車とともに使用されている。

### その他
香港歴史博物館には、戦後型車両が屋内に展示されている。元50号車で、1991年まで使用されたのち、1996年より保存展示されている。
また、元12号車がアメリカ合衆国オレゴン州のオレゴン電気鉄道博物館（Oregon Electric Railway Museum）で保存されている。
この車両は1986年にカナダで開催されたバンクーバー国際交通博覧会で展示物として出品され、その後当地で保存される事になったが、線路幅の関係およびモーターを装備していないことから静態保存となっている。
香港海洋公園には、2011年に製造されたレプリカの戦後型車両が展示されており、車号は201となっている。

## 関連商品
香港ではピークホーストイズがOOゲージのダイキャスト製ディスプレイ模型を販売している。中国ではバックマン（百万城）がOOゲージのモーター付き模型を製造し、香港でも販売している。いずれも、最も車両が多い第6世代をモデルにしている。

## 出版物
- 謝耀漢, 劉銓登 Joseph Tse & Ricky Lau, 叮叮傳奇-香港電車知趣 Amazing Ding Ding ISBN 978-988-219-819-7 (2012)

- 謝耀漢 Joseph Tse, Hong Kong's TramOramic Sightseeing Tram 68 観光電車68号, Issue 289, March 2016 https://www.hktramways.com/en/media-coverage-detail/27/1/
- Joseph Tse（謝耀漢）& John Prentice, http://hktrams.org/2018/04/16/hktramways-book/Hongkong Tramways: updating the original work of the late Peter Atkinson and Alan Williams. Light Rail Transport Association. ISBN 978-0-948106-48-4 (2017)
- Joseph Tse（謝耀漢）, 香港電車 - 城市軌跡 (Hong Kong Trams: The City's Heritage), 香港電車文化保育學會 ISBN 978-988-8700318 (2020)

サイト
- 香港トラムの路線図&乗り方, Central Lion Rock. May 2023